# Penicillium albocoremium
Penicillium albocoremium là một loài nấm hoạt sinh trong chi Penicillium, họ Trichocomaceae. Loài này mọc trên Allium cepa.
Penicillium albocoremium sản xuất barceloneic acid B và andrastin A.